# Musée pauliste
Le Musée pauliste (Museu paulista) de l'université de São Paulo, également connu comme le musée d'Ipiranga, est un musée brésilien situé sur les bords de l'Ipiranga, sur le Caminho do mar, le Chemin de la mer. La directrice du musée est Rosaria Ono, prenant la suite de Solange Ferraz de Lima.

## Histoire
Le Musée pauliste a été fondé en 1895 par le zoologue Hermann von Ihering, qui en est le directeur jusqu'en août 1916. Un différend avec le gouverneur de São Paulo, l'oblige à abandonner son poste, qu'il quitte pour aller fonder un nouveau musée à Florianópolis, capitale de l'état de Santa Catarina.
Il fut tout d'abord un musée d'histoire naturelle puis, à partir de 1922 et le centenaire de l'indépendance, il devint progressivement un grand musée national de l'Histoire du Brésil.

## Collections
Les collections du musée présentent l'histoire sociale et politique du Brésil.
Le musée a lancé en 2017 un programme pour publier dans les projets Wikimédia toute sa collection. Une partie de ce travail a été réalisée en juin et juillet 2018 pour la collection Aguirra avec plus de 3 000 fichiers (images et métadonnées) transférés sur Wikidata et Wikimedia Commons laquelle comprend principalement des cartes, topographiques et autres, réalisées et compilées par l'historien et archiviste brésilien João Baptista de Campos Aguirra. De même pour les diverses collections de photographies et de peintures.
Le Musée pauliste possède 260 pièces de porcelaine correspondant à 65 services de table français, une collection commencée avec l'achat dans les années 1950 de trois collections privées par le directeur du musée Sérgio Buarque de Holanda. Les pièces sont très diverses, comme le sont celles du musée historique national (museu histórico nacional) (Rio de Janeiro), du musée impérial du Brésil (Petrópolis) et du musée de l'art de Bahia (pt) (Salvador). L'arrivée de ces collections dans le pays pendant l'ère impériale correspond à la montée d'une élite dirigeante, futur ingrédient de l'indépendance nationale.

### Peintures

#### Alfredo Norfini

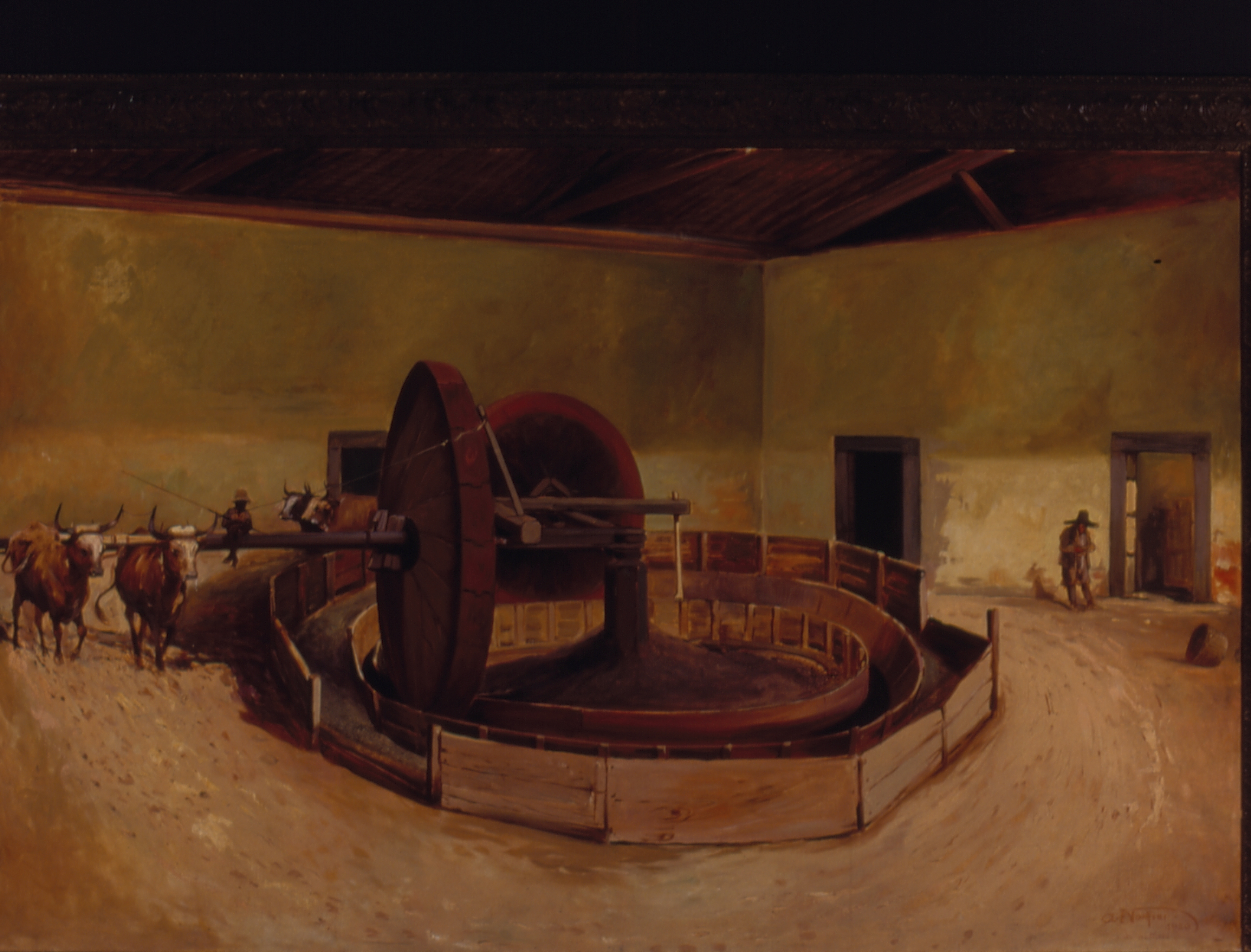
Carretão para beneficiar café (Chariot pour le traitement du café).
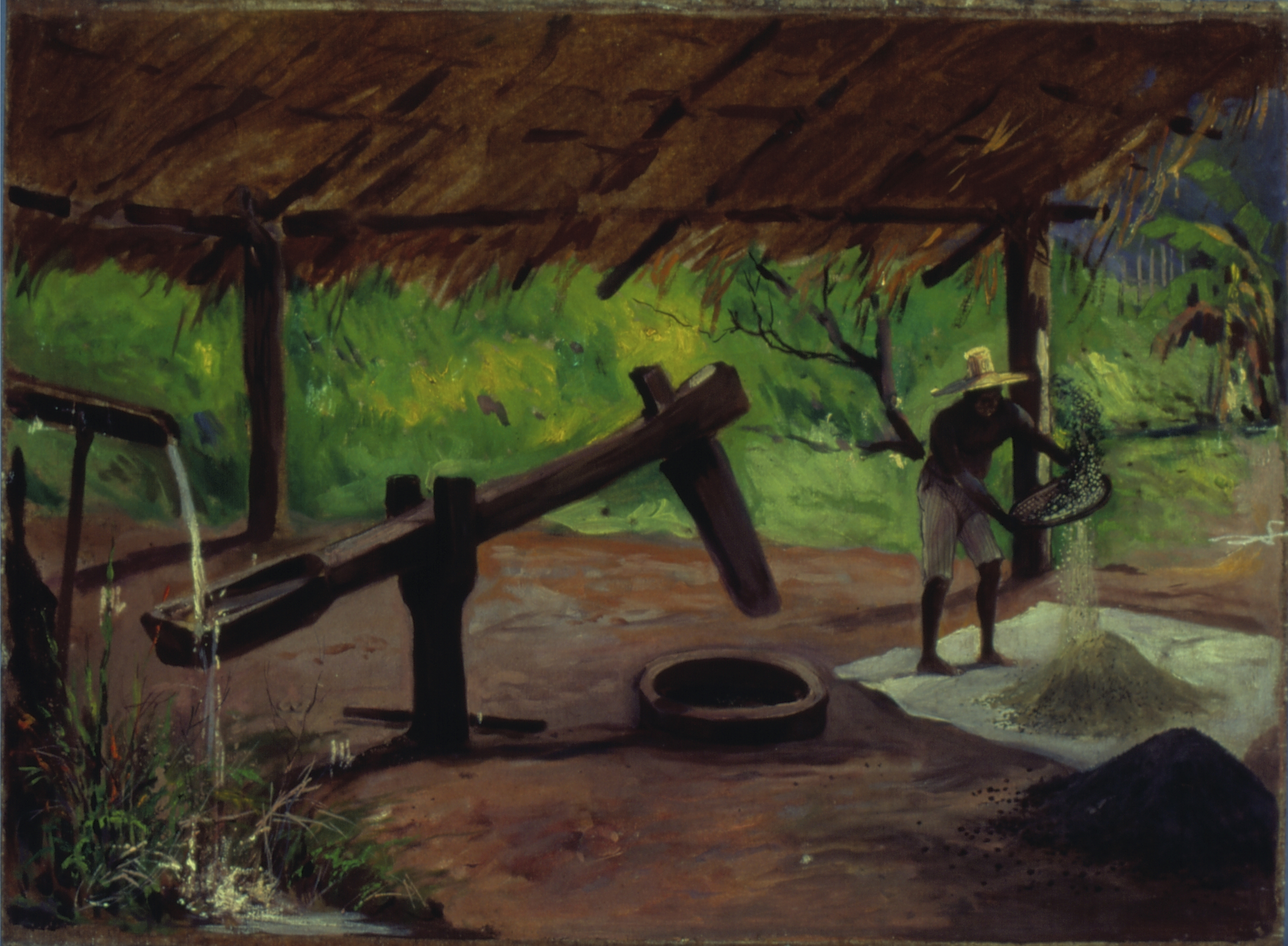
Monjolo Comum - Primórdios da Lavoura Paulista (Les débuts de l'agriculture pauliste).
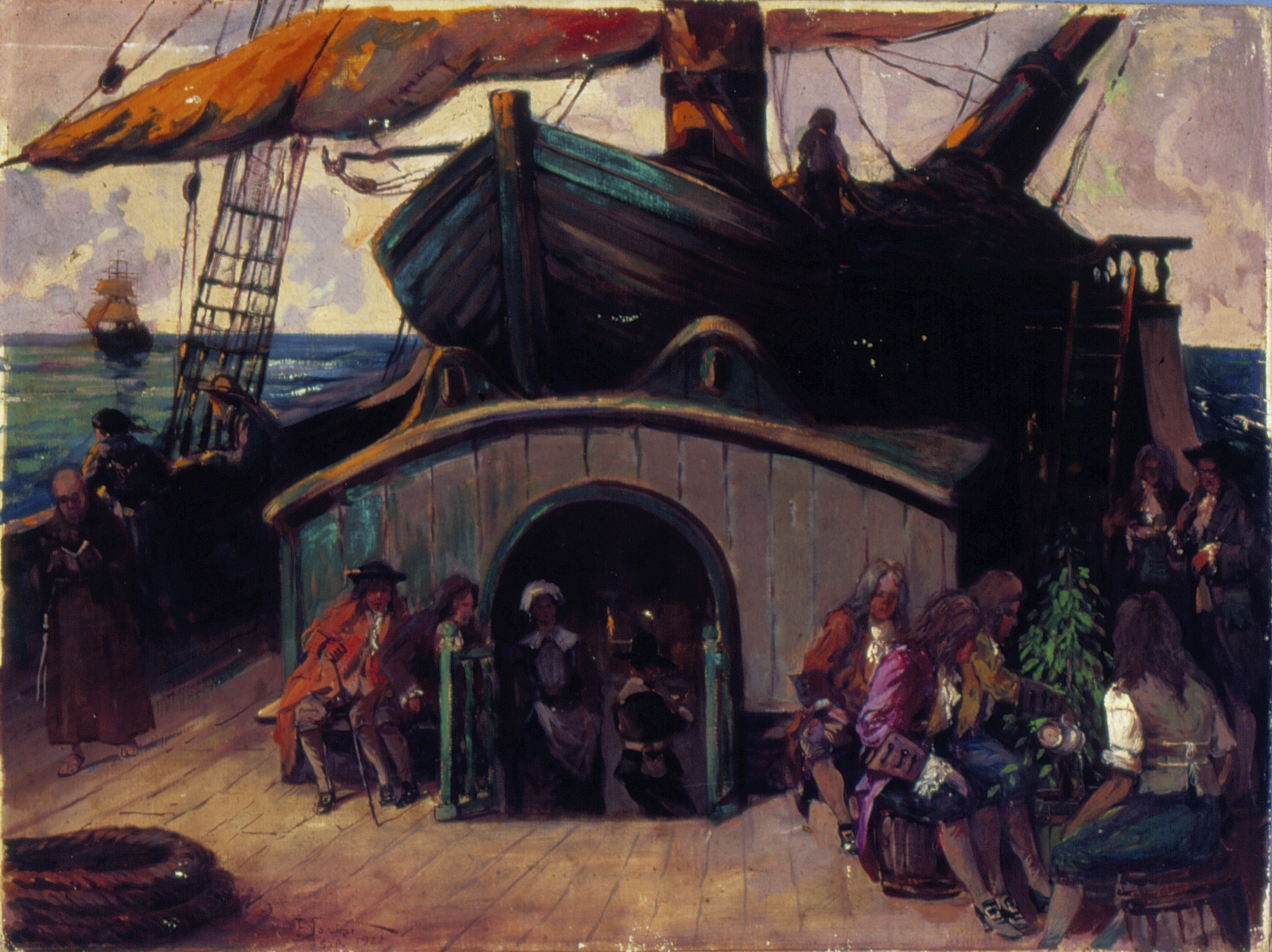
Primeiras Mudas de Café (Premiers plants de café).

#### Benedito Calixto

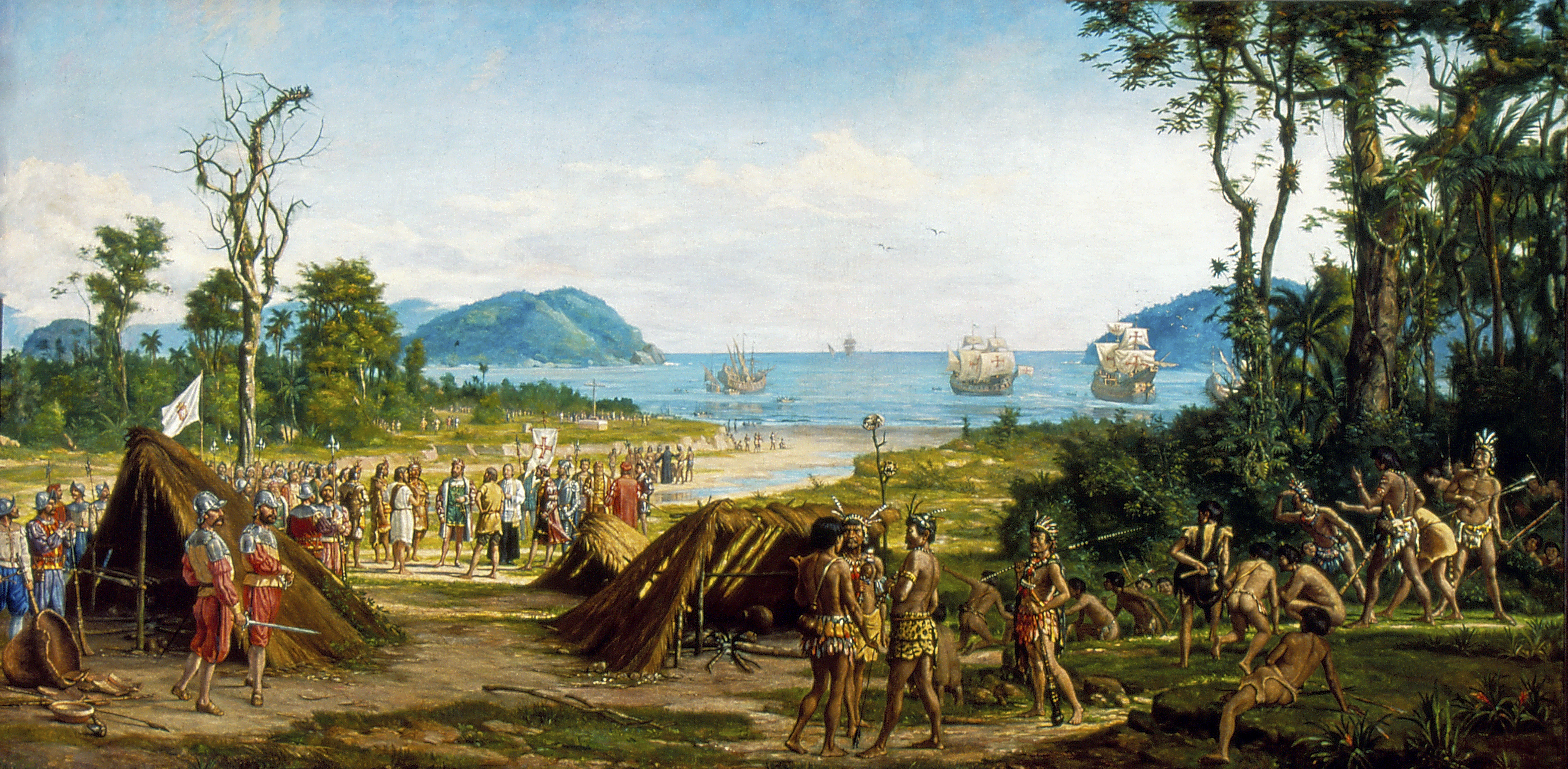
Fundação de São Vicente (Fondation de São Vicente).
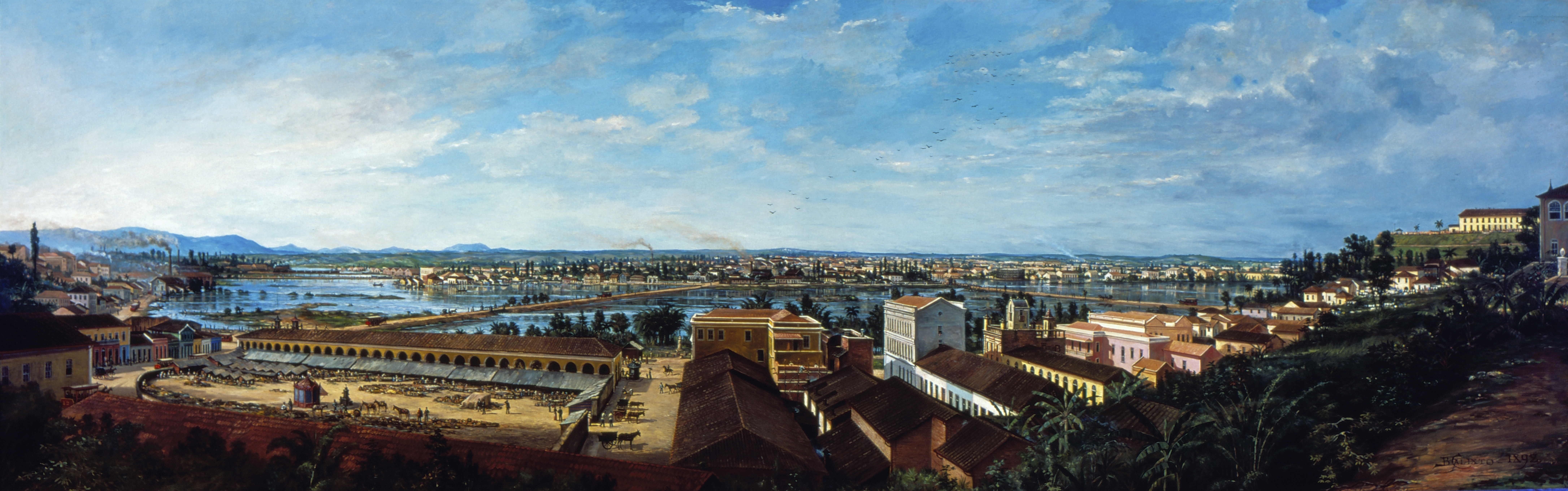
Inundação da Várzea do Carmo (Inondation du Várzea do Carmo (en)).
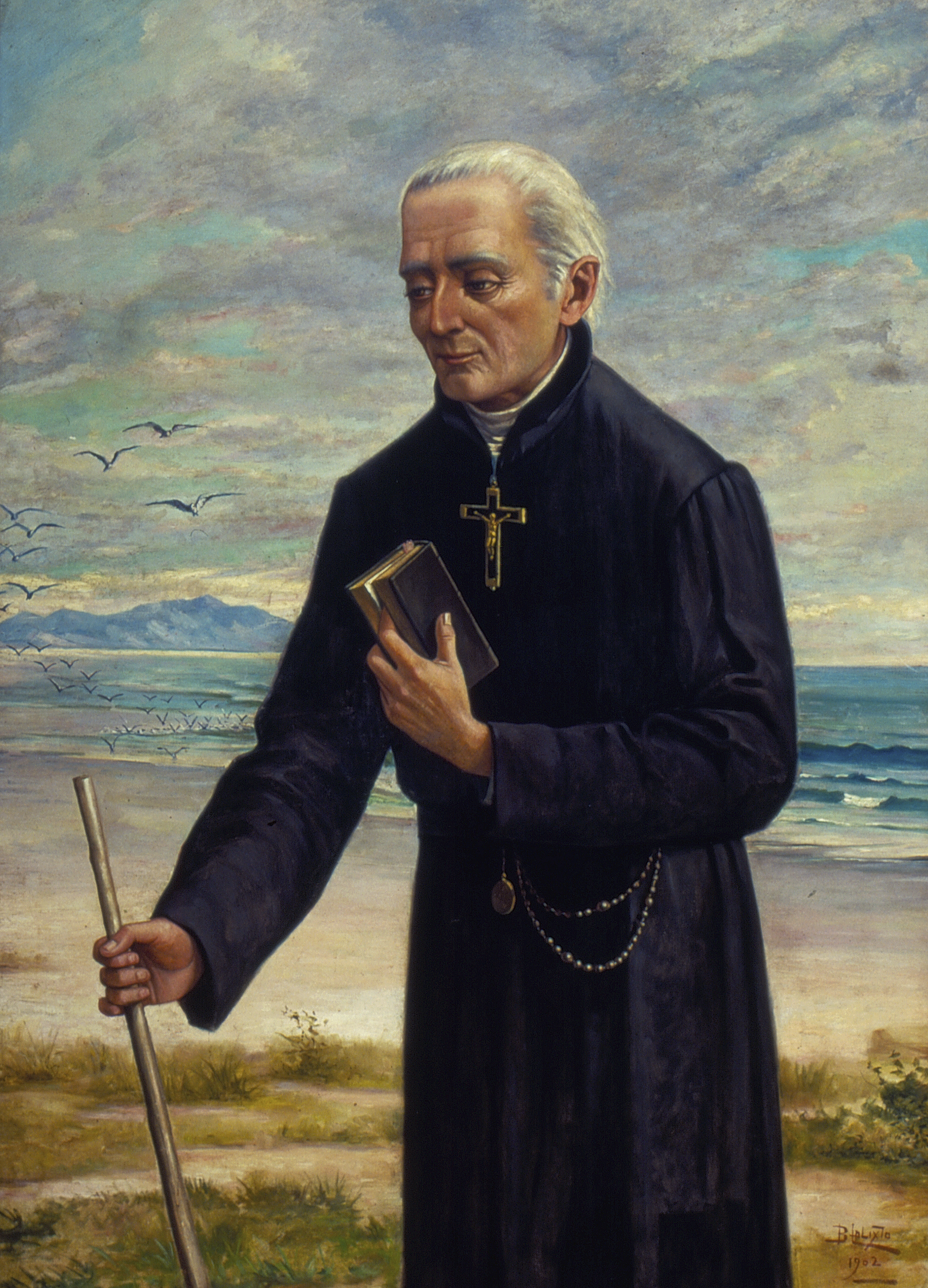
Retrato do Padre José de Anchieta (Portrait du père José de Anchieta).